# 赫伯特高原
64°32′S 61°15′W / 64.533°S 61.250°W
赫伯特高原是南極洲的高原，位於葛拉漢地，處於布萊里奧冰川和德里加爾斯基冰川之間，該高原由英國探險隊拍攝照片並繪入地圖。